# Paul Mus
Paul Léon Joseph Mus (* 1. Juni 1902 in Bourges; † 9. August 1969 in Murs, Département Vaucluse) war ein französischer Orientalist und Historiker, spezialisiert auf Geschichte und Kulturen von Südostasien, insbesondere den dortigen Buddhismus sowie Kultur und Gesellschaft Vietnams. Er war Professor für fernöstliche Zivilisationen am Collège de France und Professor für Zivilisation Südostasiens an der Yale University.

## Herkunft und Anfänge seiner Karriere
Mus war der Sohn eines Schullehrers für Englisch in Bourges und (ab 1907) in Hanoi, wo er später zum Direktor der Pädagogischen Hochschule aufstieg. Sein Großvater war einfacher Arbeiter aus dem Dorf Murs im südfranzösischen Département Vaucluse gewesen, wo die Familie noch ein kleines Haus besaß, wohin Paul Mus Zeit seines Lebens gern zurückkehrte. Er wuchs in Tonkin (Nordvietnam) auf, das damals französische Kolonie war, und besuchte das Lycée Albert Sarraut in Hanoi.
Nach der Rückkehr nach Frankreich 1919 bereitete er sich am Lycée Henri IV in Paris auf das Studium vor, wo er ein Schüler seines Paten Émile Chartier („Alain“) war. 1922 erhielt er seine Licence in Philosophie. Dann studierte er orientalische Philologien an der École pratique des hautes études (EPHE) sowie Thailändisch an der École des Langues Orientales. Seine Lehrer waren unter anderem Lucien Lévy-Bruhl, Sylvain Lévi (Sanskrit und Tibetisch), Marcel Mauss (Ethnologie und Religionsanthropologie), Jules Bloch (Sanskrit), Marcel Granet (Sinologie) und Jean Przyluski (buddhistische Philologie). Er heiratete 1924 die Chemikerin Suzanne Godbille, die er seit der Schulzeit in Hanoi kannte. Nach der Offiziersausbildung an der Militärschule Saint-Cyr, die er als Unterleutnant der Infanterie abschloss, ging er 1927 an die École française d’Extrême-Orient (EFEO) nach Hanoi. Er besuchte Bali, Borobodur und Angkor Wat und befasste sich mit Buddhismus und der Cham-Kultur.
Er wurde 1929 Sekretär und Bibliothekar und zwei Jahre später ständiges Mitglied der EFEO, 1932–33 vertrat er für einige Monate den abwesenden Direktor George Cœdès. 1933–35 veröffentlichte er seine zweibändige Arbeit Barabudur, eines seiner Hauptwerke, das ihm den Prix Giles der Académie des inscriptions et belles-lettres eintrug und die Basis für seine Universitätslaufbahn legte. 1935 ging er für ein Sabbatjahr zurück nach Europa, das er verlängerte, um am Indian Institute der Universität Oxford zu studieren und dann als Directeur d’études an der EPHE in Paris Geschichte indischer Religionen zu lehren. Mit der Dissertation La lumière sur les six voies über die „buddhistische Seelenwanderung“, für die er Quellen auf Sanskrit, Pali, Tibetisch und Chinesisch auswertete, wurde er 1939 am ethnologischen Institut der Universität von Paris zum Docteur ès lettres promoviert. Anschließend kehrte er nach Hanoi zurück, wo er wieder seine Arbeit an der EFEO aufnahm.

## Zweiter Weltkrieg
Im Zweiten Weltkrieg wurde Mus als Reserveoffizier mobilisiert und meldete sich im Februar 1940 als Freiwilliger für den Kampf im französischen Mutterland. Er war Offizier der Maschinengewehrschützen in einem senegalesischen Bataillon, das sich im Juni 1940 entlang der Loire zurückziehen musste. Nach der Kapitulation entsandte ihn das Kolonialministerium des Vichy-Regimes im Januar 1941 als Schulbeamten für Französisch-Westafrika nach Dakar und dann nach Togo, wo er als Generaldirektor für das öffentliche Schulwesen, allgemeine Bildung und Sport amtierte. Im September 1943 schloss er sich den Forces françaises libres von Charles de Gaulle an und erhielt eine Ausbildung in Algerien und bei den Briten (SOE) in Indien für beabsichtigte Kommandounternehmen und Untergrundoperationen in Indochina gegen die Japaner. In Vietnam teilten sich damals noch die Japaner die Herrschaft mit der französischen Verwaltung des Vichy-Regimes und setzten erst im März 1945 die französische Kolonialverwaltung ab. Mus’ Frau und Kinder blieben unterdessen in Dakar.
De Gaulle bemühte sich einerseits einen französischen Widerstand zu organisieren, wollte aber auch die Kolonialherrschaft in Vietnam behalten, was damals eine Gratwanderung war, da der US-Präsident Roosevelt strikt dagegen war. Mus kooperierte mit de Gaulles’ Fernost-Abgesandten François Giron de Langlade und beriet ihn. Bei einer Gelegenheit war er mit ihm auch in London, wo er nur knapp einem V2-Einschlag entging. Er benutzte für Rundfunkansprachen im Vichy-Vietnam das Pseudonym Louis Caille. Sein Einsatz vor Ort in Vietnam wurde im März 1945 durch die Machtübernahme durch die Japaner durchkreuzt, woraufhin er auf einem zehntägigen Gewaltmarsch von Saigon nach Sơn La floh. Er wurde nach Indien ausgeflogen und sprang noch einmal im April in Laos ab für ein vergebliches Bemühen, auf Befehl de Gaulles General Sabattier zum Weiterkämpfen in Vietnam zu bewegen. De Gaulle benannte darauf Generalmajor Leclerc als seinen Oberbefehlshaber in Südostasien und Mus wurde in Paris dessen Berater. Er begleitete den General im August 1945 zu Admiral Mountbatten ins Hauptquartier der Alliierten für Südostasien auf Ceylon und zur japanischen Kapitulation im September auf der Missouri. Unterdessen erklärten die Việt Minh unter Hồ Chí Minh in Hanoi die Unabhängigkeit der Demokratischen Republik Vietnam.
Anfang Oktober 1945 landete Mus mit General Leclerc in Saigon und beteiligte sich in den folgenden Monaten an der Wiederaufnahme der französischen Kolonialherrschaft in Vietnam, obwohl er diese bereits damals als überholt ansah. Er nahm an Kämpfen gegen verbliebene Japaner wie auch vietnamesische Aufständische teil und erhielt dafür sein zweites Croix de Guerre. In Tây Ninh verhandelte er auf eigene Faust mit Anführern der religiösen Bewegung Cao Đài. Der französische Hochkommissar für Indochina Georges Thierry d’Argenlieu sandte Mus im Januar 1946 mit einer geheimen Botschaft zu de Gaulle nach Paris, in der er vorschlug, die Unabhängigkeit vorzubereiten. Der General lehnte dies jedoch ab.

## Nach dem Krieg
Im März 1946 wurde Paul Mus Leiter der ehemaligen Verwaltungshochschule für Kolonialbeamte in Paris, die nun École nationale de la France d’Outre-Mer (ENFOM) genannt wurde. Von 1946 bis zu seinem Tod war er außerdem Professor für fernöstliche Zivilisationen am Collège de France. Bald nach seiner Antrittsvorlesung reiste er für mehrere Monate als Berater des neuen Hochkommissars für Indochina Émile Bollaert nach Saigon. In dessen Auftrag traf er im Mai 1947 Hồ Chí Minh, den Anführer der Việt Minh, in Thái Nguyên. Er schilderte seine damaligen Eindrücke von Hồ 1968 im US-amerikanischen Dokumentarfilm In the Year of the Pig (Emile de Antonio) über die Ursprünge des Vietnamkriegs. Nach seiner Rückkehr nach Paris sprach er sich in Vorträgen zunehmend gegen den Kolonialkrieg in Vietnam aus und veröffentlichte eine Reihe von Artikeln gegen den Krieg in der katholischen Zeitung Témoignage chrétien, in denen er die Việt Minh in Schutz nahm. Dies trug ihm scharfe Kritik von konservativen und pro-kolonialen Kreisen ein und sein Vertrag als Direktor der ENFOM wurde 1950 nicht erneuert.
Er ging zunächst als Gastdozent an die Yale University im US-Bundesstaat Connecticut, bevor er dort 1951 zum Professor für Zivilisation Südostasiens ernannt wurde und dauerhaft übersiedelte. Mus’ einflussreichstes Buch, seine Analyse des französischen Engagements in Vietnam (Vietnam, sociologie d’une guerre) erschien 1952. Für seine Vorlesungen am Collège de France kehrte er regelmäßig nach Paris zurück. 1962–1963 hielt er sich während eines Sabbaticals für zehn Monate in Japan auf. Während des (Amerikanischen) Vietnamkriegs hielt er sich in den USA, wo er sich als Gast empfand, mit politischen Aufrufen zurück. Er gab sein Wissen über das Land aber an Studenten und befreundete Journalisten weiter und hielt 1969 am Collège de France Vorlesungen über den Vietnamkrieg. Im Frühjahr 1969 erlitt er in New York einen Schlaganfall. Danach kehrte er nach Frankreich zurück und starb nach einem Herzinfarkt in seiner Wahlheimat Murs in der Provence, wo er auch wie sein Sohn begraben liegt.
Sein Sohn Émile (* 1932) fiel 1960 als Fallschirmjäger-Offizier im Algerienkrieg, was Paul Mus tief traf. Er gab nach seinem Tod seine Briefe heraus (Guerre sans visage). Eine Tochter Laurence Rimer wurde 1937 geboren.

## Schriften
- L’Inde vue de l’Est : cultes indiens et indigènes au Champa, Hanoi 1934
  - Englische Übersetzung: India seen from the East : Indian and indigenous cults in Champa, Monash University Press 2011
- Barabudur, 2 Bände, Impr. d'Extrême-Orient, Hanoi. 1935, Reprint: New York, Arno Press 1978
  - Englische Übersetzung: Barabuḍur: sketch of a history of Buddhism based on archaeological criticism of the texts, Indira Gandhi National Centre of the Arts, New Delhi, Sterling Publ. 1998
- Le Viet Nam chez lui, Paris: Centre d’études de politique étrangère, 1946 (Rede an der Sorbonne)
- Viêt-Nam, sociologie d´une guerre, Paris, Edition du Seuil, 1952
- Le destin de l’Union française de l’Indochine à l’Afrique, Paris: Ed. du Seuil 1954
- Guerre sans visage, lettres commentées du sous-lieutenant Émile Mus, Paris: du Seuil 1961
- mit John T. McAlister The Vietnamese and their revolution, Harper and Row 1970
- Ho Chi Minh, le Vietnam, l’Asie, Ed. du Seuil 1971
- L’angle de l’Asie, Paris: Hermann 1977 (Herausgabe Serge Thion, mit Bibliographie)